# Беляевский сельский совет (Нововоронцовский район)
Беляевский сельский совет (укр. Біляївська сільська рада) — входит в состав
Нижнесерогозского района
Херсонской области
Украины.
Административный центр сельского совета находится в 
с. Беляевка
.

## История
- 1924 — дата образования.

## Населённые пункты совета
- с. Беляевка
- с. Украинка